# Governatore dell'Arizona
Il governatore dell'Arizona è il capo dell'esecutivo statale e il comandante in capo delle forze armate dello Stato dell'Arizona. La costituzione del 1912 prevedeva l'elezione del governatore ogni due anni, che diventarono quattro con una modifica nel 1968. Un'ulteriore modifica, nel 1992, fissò in due mandati il limite massimo che un governatore può ricoprire. Il mandato del governatore inizia il primo lunedì di gennaio che segue alle elezioni.
L'attuale governatrice è la democratica Katie Hobbs.

## Governatori

### Territorio Confederato dell'Arizona
Il Territorio Confederato dell'Arizona fu un territorio – composto dalla porzione del Territorio del Nuovo Messico a sud del 34º parallelo nord (ovvero gli attuali stati del Nuovo Messico e dell'Arizona).
Il 2 aprile 1860 a Tucson, una convenzione di coloni dal sud del Territorio del New Mexico definirono la costituzione di provvisorio Territorio dell'Arizona indipendente. Questo territorio consisteva nella regione a sud del parallelo 33 ° 40 'N del Territorio New Mexico. Il 2 aprile hanno eletto un governatore, Lewis Owings.
Il 16 marzo 1861, poco prima della guerra civile americana, il parlamento di Mesilla votò che il territorio provvisorio dovreva separarsi dall'Unione e seguisse gli Stati Confederati.
La creazione del territorio (la cui capitale era Mesilla) venne dichiarata ufficialmente il 1º agosto 1861 a seguito della vittoria dell'esercito confederato nella prima battaglia di Mesilla; Alla guida dell'esercito confederato era il tenente colonnello John Baylor, e Baylor venne proclamato governatore.

### Territorio dell'Arizona
Il Territorio dell'Arizona è stato costituito il 24 febbraio 1863 dalla seccessione dal Territorio del Nuovo Messico.
Il 18 gennaio 1867, la regione nel nordovest del territorio vennè ceduta allo stato del Nevada.
Partiti politici: 

  Democratico (3) 
  Repubblicano (14) 
| #  | Foto | Nome | Nome                      | Mandato                                                  | Partito      | Presidente di nomina | Presidente di nomina |
| -- | ---- | ---- | ------------------------- | -------------------------------------------------------- | ------------ | -------------------- | -------------------- |
| —  |      |      | John A. Gurley            | — (morì il 19 agosto 1863, prima di iniziare l'incarico) | Repubblicano |                      | Abraham Lincoln      |
| 1  |      |      | John Noble Goodwin        | 29 dicembre 1863 – 4 marzo 1865                          | Repubblicano |                      | Abraham Lincoln      |
| 2  |      |      | Richard C. McCormick      | 9 Luglio 1866 – 4 marzo 1869                             | Repubblicano |                      | Andrew Johnson       |
| 3  |      |      | Anson P. K. Safford       | 9 luglio 1869 – 5 aprile 1877                            | Repubblicano |                      | Ulysses S. Grant     |
| 4  |      |      | John P. Hoyt              | 30 maggio 1877 – 12 giugno 1878                          | Repubblicano |                      | Rutherford B. Hayes  |
| 5  |      |      | John C. Frémont           | 6 ottobre 1878 – 11 ottobre 1881                         | Repubblicano |                      | Rutherford B. Hayes  |
| 6  |      |      | Frederick Augustus Tritle | 8 marzo 1882 – 7 ottobre 1885                            | Repubblicano |                      | Chester A. Arthur    |
| 7  |      |      | C. Meyer Zulick           | 2 novembre 1885 – 28 marzo 1889                          | Democratico  |                      | Grover Cleveland     |
| 8  |      |      | Lewis Wolfley             | 8 aprile 1889 – 20 agosto 1890                           | Repubblicano |                      | Benjamin Harrison    |
| 9  |      |      | John N. Irwin             | 21 gennaio 1891 – 20 aprile 1892                         | Repubblicano |                      | Benjamin Harrison    |
| 10 |      |      | Nathan Oakes Murphy       | 11 maggio 1892 – 5 aprile 1893                           | Repubblicano |                      | Benjamin Harrison    |
| 11 |      |      | L. C. Hughes              | 12 aprile 1893 – 1 aprile 1896                           | Democratico  |                      | Grover Cleveland     |
| 12 |      |      | Benjamin Joseph Franklin  | 18 aprile 1896 – 29 luglio 1897                          | Democratico  |                      | Grover Cleveland     |
| 13 |      |      | Myron H. McCord           | 29 luglio 1897 – 1 agosto 1898                           | Repubblicano |                      | William McKinley     |
| 14 |      |      | Nathan Oakes Murphy       | 1 agosto 1898 – 30 giugno 1902                           | Repubblicano |                      | William McKinley     |
| 15 |      |      | Alexander O. Brodie       | 1 luglio 1902 – 14 febbraio 1905                         | Repubblicano |                      | Theodore Roosevelt   |
| 16 |      |      | Joseph H. Kibbey          | 7 marzo 1905 – 1 maggio 1909                             | Repubblicano |                      | Theodore Roosevelt   |
| 17 |      |      | Richard Elihu Sloan       | 1 maggio 1909 – 14 febbraio 1912                         | Repubblicano |                      | William Howard Taft  |

1. ↑  L'intervallo indicato è dalla data del giuramento in Arizona alla data di cessazione dell'incarico. Per via della distanza tra Washington D.C. e l'Arizona, molti governatori vennero nominati mesi prima di esercitare effettivamente il mandato sul territorio.
2. 1 2  Rinunciò per assumere l'incarico di delegato alla United States House of Representatives.
3. ↑  Non si sa quando fece il giuramento; Goff sostiene che arrivò con la famiglia a Prescott il 6 ottobre 1878.

### Stato dell'Arizona
Lo stato di Arizona fu ammesso all'Unione il 14 febbraio 1912, l'ultimo degli stati contigui ad essere ammessi.
La costituzione dello stato prevede l'elezione di un governatore, ogni due anni. Il termine è stato portato a quattro anni da un emendamento del 1968. La costituzione originaria non prevedeva alcun limite ai mandati per ciascun governatore, ma un emendamento approvato nel 1992 consentiva ai governatori un doppio mandato; prima di questo, quattro governatori sono stati eletti più di due volte di fila.
Arizona è uno dei sette stati che non hanno un ViceGovernatore; in caso di vacanza nella carica di governatore, il Segretario di Stato, se eletto, subentra nel mandato del governatore mancante.
Partiti politici: 

  Democratico (17) 
  Repubblicano (10) 
| #  | Foto | Nome                      | Nome                       | Inizio mandato   | Fine mandato     | Elezione     | Partito      |
| -- | ---- | ------------------------- | -------------------------- | ---------------- | ---------------- | ------------ | ------------ |
| 1  |      |                           | George W. P. Hunt          | 14 febbraio 1912 | 1º gennaio 1917  | 1            | Democratico  |
| 1  | 2    |                           | George W. P. Hunt          | 14 febbraio 1912 | 1º gennaio 1917  |              | Democratico  |
| 2  |      |                           | Thomas Edward Campbell     | 1º gennaio 1917  | 25 dicembre 1917 | 3            | Repubblicano |
| 1  |      |                           | George W. P. Hunt          | 25 dicembre 1917 | 1 gennaio 1919   | 3            | Democratico  |
| 2  |      |                           | Thomas Edward Campbell     | 1 gennaio 1919   | 1º gennaio 1923  | 4            | Repubblicano |
| 2  | 5    |                           | Thomas Edward Campbell     | 1 gennaio 1919   | 1º gennaio 1923  |              | Repubblicano |
| 1  |      |                           | George W. P. Hunt          | 1º gennaio 1923  | 7 gennaio 1929   | 6            | Democratico  |
| 1  | 7    |                           | George W. P. Hunt          | 1º gennaio 1923  | 7 gennaio 1929   |              | Democratico  |
| 1  | 8    |                           | George W. P. Hunt          | 1º gennaio 1923  | 7 gennaio 1929   |              | Democratico  |
| 3  |      |                           | John Calhoun Phillips      | 7 gennaio 1929   | 5 gennaio 1931   | 9            | Repubblicano |
| 1  |      |                           | George W. P. Hunt          | 5 gennaio 1931   | 2 gennaio 1933   | 10           | Democratico  |
| 4  |      | Benjamin Baker Moeur      | 2 gennaio 1933             | 4 gennaio 1937   | 11               |              | Democratico  |
| 4  | 12   | Benjamin Baker Moeur      | 2 gennaio 1933             | 4 gennaio 1937   |                  |              | Democratico  |
| 5  |      | Rawghlie Clement Stanford | 4 gennaio 1937             | 2 gennaio 1939   | 13               |              | Democratico  |
| 6  |      | Robert Taylor Jones       | 2 gennaio 1939             | 6 gennaio 1941   | 14               |              | Democratico  |
| 7  |      | Sidney Preston Osborn     | 6 gennaio 1941             | 25 maggio 1948   | 15               |              | Democratico  |
| 7  | 16   | Sidney Preston Osborn     | 6 gennaio 1941             | 25 maggio 1948   |                  |              | Democratico  |
| 7  | 17   | Sidney Preston Osborn     | 6 gennaio 1941             | 25 maggio 1948   |                  |              | Democratico  |
| 7  | 18   | Sidney Preston Osborn     | 6 gennaio 1941             | 25 maggio 1948   |                  |              | Democratico  |
| 8  |      | Dan Edward Garvey         | 25 maggio 1948             | 1º gennaio 1951  |                  |              | Democratico  |
| 8  | 19   | Dan Edward Garvey         | 25 maggio 1948             | 1º gennaio 1951  |                  |              | Democratico  |
| 9  |      |                           | John Howard Pyle           | 1º gennaio 1951  | 3 gennaio 1955   | 20           | Repubblicano |
| 9  | 21   |                           | John Howard Pyle           | 1º gennaio 1951  | 3 gennaio 1955   |              | Repubblicano |
| 10 |      |                           | Ernest McFarland           | 3 gennaio 1955   | 5 gennaio 1959   | 22           | Democratico  |
| 10 | 23   |                           | Ernest McFarland           | 3 gennaio 1955   | 5 gennaio 1959   |              | Democratico  |
| 11 |      |                           | Paul Fannin                | 5 gennaio 1959   | 4 gennaio 1965   | 24           | Repubblicano |
| 11 | 25   |                           | Paul Fannin                | 5 gennaio 1959   | 4 gennaio 1965   |              | Repubblicano |
| 11 | 26   |                           | Paul Fannin                | 5 gennaio 1959   | 4 gennaio 1965   |              | Repubblicano |
| 12 |      |                           | Samuel Pearson Goddard Jr. | 4 gennaio 1965   | 2 gennaio 1967   | 27           | Democratico  |
| 13 |      |                           | Jack Richard Williams      | 2 gennaio 1967   | 6 gennaio 1975   | 28           | Repubblicano |
| 13 | 29   |                           | Jack Richard Williams      | 2 gennaio 1967   | 6 gennaio 1975   |              | Repubblicano |
| 13 | 30   |                           | Jack Richard Williams      | 2 gennaio 1967   | 6 gennaio 1975   |              | Repubblicano |
| 14 |      |                           | Raúl Héctor Castro         | 6 gennaio 1975   | 20 ottobre 1977  | 31           | Democratico  |
| 15 |      | Wesley Bolin              | 20 ottobre 1977            | 4 marzo 1978     |                  | 31           | Democratico  |
| 16 |      | Bruce Babbitt             | 4 marzo 1978               | 5 gennaio 1987   |                  | 31           | Democratico  |
| 16 | 32   | Bruce Babbitt             | 4 marzo 1978               | 5 gennaio 1987   |                  |              | Democratico  |
| 16 | 33   | Bruce Babbitt             | 4 marzo 1978               | 5 gennaio 1987   |                  |              | Democratico  |
| 17 |      |                           | Evan Mecham                | 5 gennaio 1987   | 4 aprile 1988    | 34           | Repubblicano |
| 18 |      |                           | Rose Mofford               | 4 aprile 1988    | 6 marzo 1991     | 34           | Democratico  |
| 19 |      |                           | J. Fife Symington          | 6 marzo 1991     | 5 settembre 1997 | 35           | Repubblicano |
| 19 | 36   |                           | J. Fife Symington          | 6 marzo 1991     | 5 settembre 1997 |              | Repubblicano |
| 20 |      | Jane Dee Hull             | 5 settembre 1997           | 6 gennaio 2003   |                  |              | Repubblicano |
| 20 | 37   | Jane Dee Hull             | 5 settembre 1997           | 6 gennaio 2003   |                  |              | Repubblicano |
| 21 |      |                           | Janet Napolitano           | 6 gennaio 2003   | 20 gennaio 2009  | 38           | Democratico  |
| 21 | 39   |                           | Janet Napolitano           | 6 gennaio 2003   | 20 gennaio 2009  |              | Democratico  |
| 22 |      |                           | Jan Brewer                 | 20 gennaio 2009  | 5 gennaio 2015   | Repubblicano |              |
| 22 | 40   |                           | Jan Brewer                 | 20 gennaio 2009  | 5 gennaio 2015   | Repubblicano |              |
| 23 |      |                           | Doug Ducey                 | 5 gennaio 2015   | 2 gennaio 2023   | Repubblicano | 41           |
| 23 | 42   |                           | Doug Ducey                 | 5 gennaio 2015   | 2 gennaio 2023   | Repubblicano |              |
| 24 |      |                           | Katie Hobbs                | 2 gennaio 2023   | in carica        | 43           | Democratico  |

1. ↑  I governatori plurieletti sono numerati ufficialmente solo una volta; i mandati successivi sono indicati in corsivo.
2. ↑  Qui è elencato ogni periodo per cui il governatore è stato eletto; se più governatori hanno servito nello stesso periodo, a causa di dimissioni o simili, il periodo è mostrato condiviso tra loro. Se un governatore è plurieletto, compare con più periodi in elenco.
3. ↑  Osborn morì in carica; in qualità di segretario di stato, Garvey divenne governatore.
4. ↑  La costituzione venne modificata nel 1968 per aumentare le durate dei mandati da 2 a 4 anni; i primi due mandati di Williams furono da 2 anni, il terzo da 4.
5. ↑  Napolitano si ritirò per diventare Segretario della Sicurezza Interna degli Stati Uniti d'America. Brewer, in qualità di segretario di stato, divenne governatore.